# 7 Dimanche
7 Dimanche est un journal gratuit belge distribué le dimanche matin et édité par le groupe Vlan. Il se décline en 7 éditions pour couvrir l’ensemble de l’information de Wallonie et de Bruxelles : Bruxelles, Brabant wallon, Namur, Charleroi, Mons, Tournai et la province de Luxembourg via 4 000 points de distribution.
7 Dimanche informe ses 604,078 lecteurs sur l’actualité régionale, nationale et internationale, et sur les résultats sportifs du week-end.
Cet hebdomadaire propose également un agenda d’activités du dimanche et des pages thématiques : gastronomie, voyage, jeux…
Il a comme éditeur responsable Pierre Leerschool et comme directeur opérationnel Vincent Maréchal.